# Apoštolský vikariát v Bruneji
Apoštolský vikariát v Bruneji (latinsky Vicariatus Apostolicus Bruneiensis) je římskokatolický apoštolský vikariát v Bruneji.